# Bob McPhail
Robert McPhail, detto Bob McPahil (Barrhead, 25 ottobre 1905 – Netherlee, 24 agosto 2000), è stato un calciatore scozzese, di ruolo attaccante.

## Palmarès

### Club

#### Competizioni nazionali
- Campionato scozzese: 9

Rangers: 1927-1928, 1928-1929, 1929-1930, 1930-1931, 1932-1933, 1933-1934, 1934-1935, 1936-1937, 1938-1939
- Coppa di Scozia: 7

Airdrieonians: 1923-1924
Rangers: 1927-1928, 1929-1930, 1931-1932, 1933-1934, 1934-1935, 1935-1936